# Ladón (oceánida)

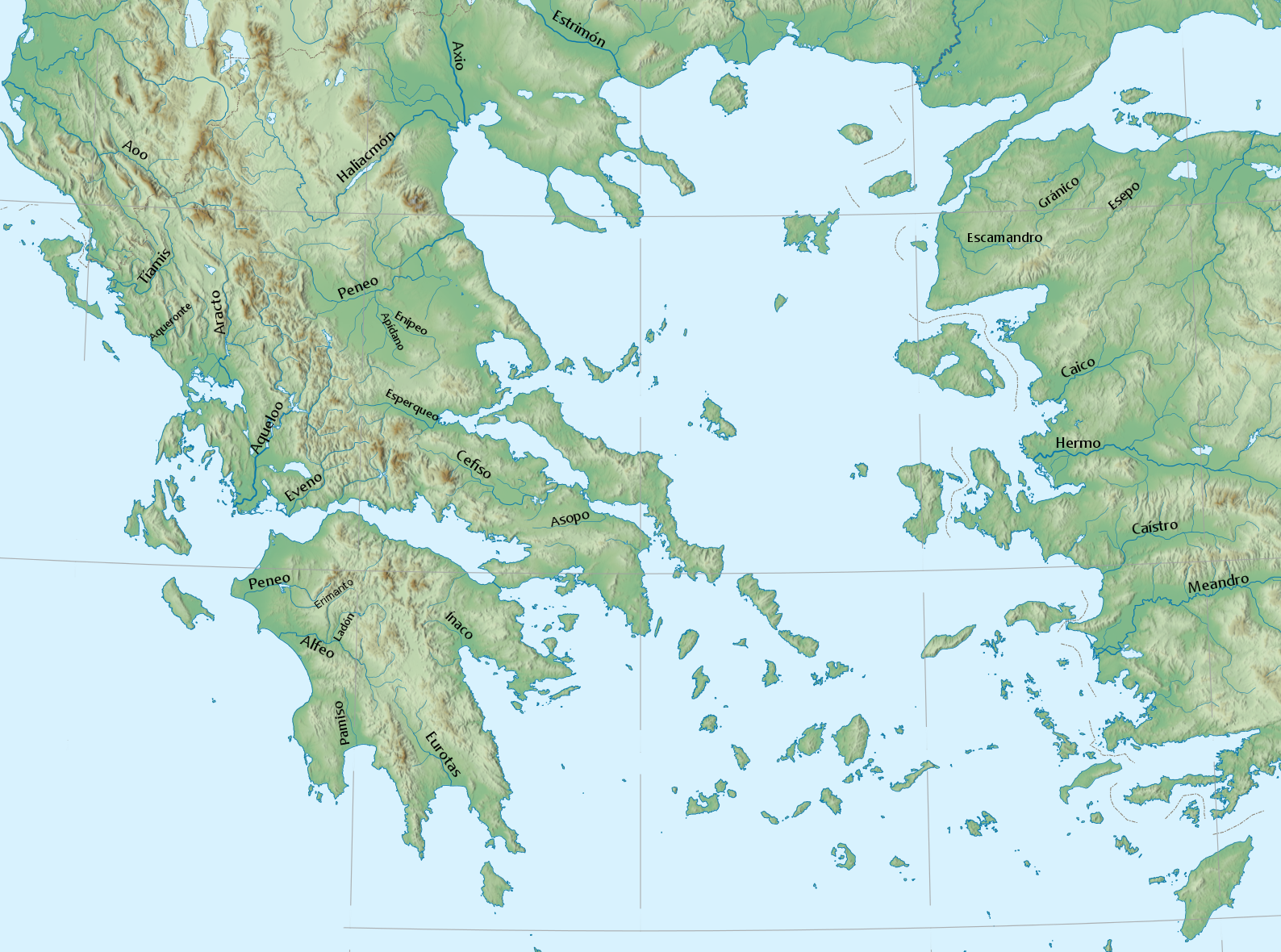
Mapa de los ríos de la Antigua Grecia. Ladón personificaba al río de su mismo nombre, que discurre por Arcadia y desemboca en el río Alfeo.

En la mitología griega Ladón (en griego Λάδων) era uno de los tres mil dioses fluviales u oceánidas, y por tanto hijo de Océano y Tetis. Se dice que las aguas de su río homónimo discurrían por territorio arcadio. Sólo en una fuente se nos dice que la consorte de Ladón fue una tal Estinfalis o Estinfálide, acaso entendida como la ninfa del pueblo de Estínfalo, y de la que nada más se sabe.Ladón fue padre de varias ninfas náyades, entre las que se encuentran la florida Metope, esposa de Asopo y también Telpusa, que dio su nombre al pueblo epónimo.Dependiendo de la versión a Dafne también se la imagina como hija de Ladón (entre otras opciones) pero en este caso su madre era Gea. Una última versión, ya tardía, dice que Temis (llamada Carmenta entre los romanos), ya asociada con Telpusa, también era hija de este dios fluvial.